# Tanah Pinem (plaats)
Tanah Pinem is een bestuurslaag in het regentschap Dairi van de provincie Noord-Sumatra, Indonesië. Tanah Pinem telt 1230 inwoners (volkstelling 2010).